# David Fiuczynski
David "FuZe" Fiuczynski (Newark, New Jersey, 5 de Março de 1964) é um guitarrista estadunidense, conhecido por seu trabalho com a banda Screaming Headless Torsos.
Músico de jazz fusion, David já gravou e/ou saiu em turnê com Jack DeJohnette, Stewart Copeland, Meshell Ndegeocello, Rudresh Mahanthappa, John Medeski, Hasidic New Wave, e muitos outros, tendo trabalhado em mais de 95 discos como músico convidado.
Em 2011, ele foi agraciado com o prêmio Guggenheim Fellowship.

## Discografia

### Álbuns Solos
- 1999 : Black Cherry Acid Lab
- 2000 : JazzPunk
- 2003 : KiF (com Rufus Cappadocia)
- 2009 : KiF Express[5]
- 2012 - Flam! Blam! Pan-Asian MicroJam!

### Com a BandaScreaming Headless Torsos
- 1995 : 1995
- 1996 : Live!
- 2001 : Amandala
- 2005 : 2005
- 2005 : Live In NY & Paris DVD

### ComHasidic New Wave
- 1997 : Jews And The Abstract Truth
- 1998 : Psycho Semitic
- 1998 : Kabalogy

### ComMeshell Ndegeocello
- 1993 : Plantation Lullabies
- 1996 : Peace Beyond Passion

### ComBilly Hart
- 1996 : Oceans Of Time
- 1998 : Amethyst

### ComHiromi Uehara
- 2003 : Another Mind
- 2007 : Time Control